# Matelea lehmannii
Matelea lehmannii är en oleanderväxtart som först beskrevs av Rudolf Schlechter, och fick sitt nu gällande namn av G. Morillo. Matelea lehmannii ingår i släktet Matelea och familjen oleanderväxter. Inga underarter finns listade i Catalogue of Life.